# Круковская, София Михайловна
Софи́я Миха́йловна Круко́вская (1896, Санкт-Петербург — 1984, Ташкент) — советский и узбекский историк-искусствовед.

## Биография
София Михайловна Круковская родилась в 1896 году в Санкт-Петербурге.
Основную часть жизни прожила в Ташкенте. С 1940-х по 1980-е годы работала научным сотрудником Государственного музея искусств Узбекистана. Искусствовед Борис Чухович назвал её известным искусствоведом Узбекистана той эпохи.
Выпустила ряд научных и научно-популярных книг и статей, посвящённых народным мастерам и художникам Узбекистана, а также городу Коканду. Написала несколько книг об искусстве народов Узбекистана и много рассказов для детей.
Её научно-популярная книга «В мире сокровищ» была издана в Узбекистане дважды. В этой книге, среди прочего, она описала картину Андрея Францевича Беллоли «Купальщица» в виде исследовательского очерка, отметив в ней нелепость некоторых её деталей ландшафта. Одна из немногих цифровых копий «Купальщицы» как раз находится в книге «В мире сокровищ». С. М. Круковская скептически относилась к этой картине как к проявлению «салонного дурновкусия». По этому поводу она посвятила ей очерк «Сокровище ли это?».
Составила биографию своего отца Михаила Антоновича Круковского.
Умерла в 1984 году в Ташкенте.

## Память
3 апреля 2001 года Национальная библиотека Республики Узбекистан провела заседание научного кружка, посвящённого её памяти.

## Личная жизнь
- Отец — Михаил Антонович Круковский (1856 или 1865, Режица, Витебская губерния — 1936, Ташкент), писатель, переводчик, фотограф, географ и этнограф.
- Мать — София Карловна Круковская (урождённая Буре; 1861, Астрахань — 2 февраля 1943, Ташкент). Педагог, библиотекарь, писательница, переводчица.
- Брат — Всеволод Михайлович Круковский (1897, Рождественская — 21 января 1940), служащий НКВД.
- Брат — Юрий Михайлович Круковский (1901 — 12 сентября 1938), прозаик, поэт, драматург и очеркист.
- Брат — Лев Михайлович Круковский (1899, Петербург — 1943, Саратов), преподаватель.

Детей не имела.

## Публикации
- Каталог выставок произведений художников Узбекистана, открытых к III съезду советских художников Узбекистана [Текст] / Упр. по делам искусств при Совете Министров УзССР, Союз советских художников Узбекистана, Узбекское отделениение художественного фонда СССР, Государственный музей искусств Узбекистана; [вступ. ст. и кат. сост. С. М. Круковской]. — Ташкент : Типография Объединённого издательства «Правда Востока» и «Кзыл Узбекистан», 1951. — 31 с.; 18 см.
- С. М. Круковская. Народный художник Узбекской ССР Искандар Икрамов [Текст]. — Ташкент : Госиздат УзССР, 1955. — 63 с., 19 л. ил. : ил.; 18 см. — (Художники Советского Узбекистана / Научный исследовательский институт искусствознания УзССР).
- Музей искусств Узбекской ССР (Ташкент). Путеводитель [Текст] / М-во культуры УзССР. Государственный музей искусств УзССР. — Ташкент : [б. и.], 1956—1964. — 2 т.; 20 см. Ч. 1: Народное искусство Узбекистана / Сост. Б. С. Сергеев. Художники Узбекистана / Сост. С. В. Круковская. — 1956. — 44 с., 15 л. ил.
- Музей искусств Узбекской ССР (Ташкент). Русское искусство XV — начало XX вв. [Текст] : Путеводитель / Государственный музей искусств УзССР. — Ташкент : [б. и.], 1960. — 56 с., 15 л. ил.; 20 см. На обороте тит. л. сост.: С. М. Круковская.
- С. М. Круковская. В мире сокровищ [Текст] : Из собрания Государственного музея искусств УзССР. — Ташкент : Гослитиздат УзССР, 1964. — 212 с., 8 л. ил. : ил.; 22 см.
- Музей искусств Узбекской ССР (Ташкент). Путеводитель [Текст] / М-во культуры УзССР. Государственный музей искусств УзССР. — Ташкент : [б. и.], 1956—1964. — 2 т.; 20 см. Ч. 3: Западноевропейское искусство / Сост. С. М. Круковская. — 1964. — 64 с., 10 л. ил.
- С. М. Круковская. Усто Мумин [Текст] : (Александр Васильевич Николаев). 1897—1957 : Жизнь и творчество. — Ташкент : Издательство литературы и искусства имени Гафура Гуляма, 1973. — 127 с. : ил.; 17 см.
- С. М. Круковская. Встречи с Кокандом [Текст]. — Ташкент : Издательство «Узбекистан» 1977. — 171 с., 8 л. ил. : ил.; 16 см.
- С. М. Круковская. В мире сокровищ : Из собрания Государственного музея искусств УзССР]. — 2-е изд., испр. и доп. — Ташкент : Издательство литературы и искусства, 1982. — 231 с. : ил.; 21 см; ISBN В пер. (В пер.) : 3 р. 80 к.
- Государственный музей искусств Узбекской ССР / составитель альбома С. М. Круковская. — Москва : Советский художник, 1968. — 6, [14] с., [52] л. ил.; 27 см.